# Porsche Tennis Grand Prix
A Porsche Tennis Grand Prix (Stuttgart Open) egy 1978 óta évente megrendezett női tenisztorna Stuttgart városában. Ez Európa legrégibb fedett pályás női tenisztornája. A verseny a Premier tornák közé tartozik. Helyszíne 1985-től 2005-ig a Stuttgarthoz tartozó Filderstadt volt, s 2008-ig kemény pályán játszották a mérkőzéseket. A WTA 2009-ben őszről tavaszra, a salakos időszakra tette át a torna időpontját, ettől fogva salakon játsszák a mérkőzéseket. Az új borításra való áttéréssel a stuttgarti viadal lett a világ első fedett pályás salaktornája. Az egyéni győztes a pénzdíjon kívül kap egy Porsche 911 Carrera típusú gépkocsit is a névadó szponzor jóvoltából.

## Döntők

### Egyes
| Év   | Győztes                                 | Ellenfél a döntőben                     | Eredmény a döntőben                     |
| ---- | --------------------------------------- | --------------------------------------- | --------------------------------------- |
| 2025 | Jeļena Ostapenko                        | Arina Szabalenka                        | 6–4, 6–1                                |
| 2024 | Jelena Ribakina                         | Marta Kosztyuk                          | 6–2, 6–2                                |
| 2023 | Iga Świątek                             | Arina Szabalenka                        | 6–3, 6–4                                |
| 2022 | Iga Świątek                             | Arina Szabalenka                        | 6–2, 6–2                                |
| 2021 | Ashleigh Barty                          | Arina Szabalenka                        | 3–6, 6–0, 6–3                           |
| 2020 | Elhalasztva a koronavírus-járvány miatt | Elhalasztva a koronavírus-járvány miatt | Elhalasztva a koronavírus-járvány miatt |
| 2019 | Petra Kvitová                           | Anett Kontaveit                         | 6–3, 7–6(2)                             |
| 2018 | Karolína Plíšková                       | Coco Vandeweghe                         | 7–6(2), 6–4                             |
| 2017 | Laura Siegemund                         | Kristina Mladenovic                     | 6–1, 2–6, 7–6(5)                        |
| 2016 | Angelique Kerber                        | Laura Siegemund                         | 6–4, 6–0                                |
| 2015 | Angelique Kerber                        | Caroline Wozniacki                      | 3–6, 6–1, 7–5                           |
| 2014 | Marija Sarapova                         | Ana Ivanović                            | 3–6, 6–4, 6–1                           |
| 2013 | Marija Sarapova                         | Li Na                                   | 6–4, 6–3                                |
| 2012 | Marija Sarapova                         | Viktorija Azaranka                      | 6–1, 6–4                                |
| 2011 | Julia Görges                            | Caroline Wozniacki                      | 7–6(3), 6–3                             |
| 2010 | Justine Henin                           | Samantha Stosur                         | 6–4, 2–6, 6–1                           |
| 2009 | Szvetlana Kuznyecova                    | Gyinara Szafina                         | 6–4, 6–3                                |
| 2008 | Jelena Janković                         | Nagyja Petrova                          | 6–4, 6–3                                |
| 2007 | Justine Henin                           | Tatiana Golovin                         | 2–6, 6–2, 6–1                           |
| 2006 | Nagyja Petrova                          | Tatiana Golovin                         | 6–3, 7–6(4)                             |
| 2005 | Lindsay Davenport                       | Amélie Mauresmo                         | 6–2, 6–4                                |
| 2004 | Lindsay Davenport                       | Amélie Mauresmo                         | 6–2, visszalépett                       |
| 2003 | Kim Clijsters                           | Justine Henin-Hardenne                  | 5–7, 6–4, 6–2                           |
| 2002 | Kim Clijsters                           | Daniela Hantuchová                      | 4–6, 6–3, 6–4                           |
| 2001 | Lindsay Davenport                       | Justine Henin                           | 7–5, 6–4                                |
| 2000 | Martina Hingis                          | Kim Clijsters                           | 6–0, 6–3                                |
| 1999 | Martina Hingis                          | Mary Pierce                             | 6–4, 6–1                                |
| 1998 | Sandrine Testud                         | Lindsay Davenport                       | 7–5, 6–3                                |
| 1997 | Martina Hingis                          | Lisa Raymond                            | 6–4, 6–2                                |
| 1996 | Martina Hingis                          | Anke Huber                              | 6–2, 3–6, 6–3                           |
| 1995 | Iva Majoli                              | Gabriela Sabatini                       | 6–4, 7–6(4)                             |
| 1994 | Anke Huber                              | Mary Pierce                             | 6–4, 6–2                                |
| 1993 | Mary Pierce                             | Natallja Zverava                        | 6–3, 6–3                                |
| 1992 | Martina Navratilova                     | Gabriela Sabatini                       | 7–6(1), 6–3                             |
| 1991 | Anke Huber                              | Martina Navratilova                     | 2–6, 6–2, 7–6(4)                        |
| 1990 | Mary Joe Fernández                      | Barbara Paulus                          | 6–1, 6–3                                |
| 1989 | Gabriela Sabatini                       | Mary Joe Fernández                      | 7–6(5), 6–4                             |
| 1988 | Martina Navratilova                     | Chris Evert                             | 6–2, 6–3                                |
| 1987 | Martina Navratilova                     | Chris Evert                             | 7–5, 6–1                                |
| 1986 | Martina Navratilova                     | Hana Mandlíková                         | 6–2, 6–3                                |
| 1985 | Pam Shriver                             | Catarina Lindqvist                      | 6–1, 7–5                                |
| 1984 | Catarina Lindqvist                      | Steffi Graf                             | 6–1, 6–4                                |
| 1983 | Martina Navratilova                     | Catherine Tanvier                       | 6–1, 6–2                                |
| 1982 | Martina Navratilova                     | Tracy Austin                            | 6–3, 6–3                                |
| 1981 | Tracy Austin                            | Martina Navratilova                     | 4–6, 6–3, 6–4                           |
| 1980 | Tracy Austin                            | Sherry Acker                            | 6–2, 7–5                                |
| 1979 | Tracy Austin                            | Martina Navrátilová                     | 6–2, 6–0                                |
| 1978 | Tracy Austin                            | Betty Stöve                             | 6–3, 6–3                                |

### Páros
| Év   | Győztesek                                | Ellenfelek a döntőben                        | Eredmény a döntőben                     |
| ---- | ---------------------------------------- | -------------------------------------------- | --------------------------------------- |
| 2025 | Gabriela Dabrowski Erin Routliffe        | Jekatyerina Alekszandrova Csang Suaj         | 6–3, 6–3                                |
| 2024 | Csan Hao-csing Veronyika Kugyermetova    | Ulrikke Eikeri Ingrid Neel                   | 4–6, 6–3, [10–2]                        |
| 2023 | Desirae Krawczyk Demi Schuurs            | Nicole Melichar Martinez Giuliana Olmos      | 6–4, 6–1                                |
| 2022 | Desirae Krawczyk Demi Schuurs            | Cori Gauff Csang Suaj                        | 6–3, 6–4                                |
| 2021 | Ashleigh Barty Jennifer Brady            | Desirae Krawczyk Bethanie Mattek-Sands       | 6–4, 5–7, [10–5]                        |
| 2020 | Elhalasztva a koronavírus-járvány miatt  | Elhalasztva a koronavírus-járvány miatt      | Elhalasztva a koronavírus-járvány miatt |
| 2019 | Mona Barthel Anna-Lena Friedsam          | Anasztaszija Pavljucsenkova Lucie Šafářová   | 2–6, 6–3, [10–6]                        |
| 2018 | Raquel Atawo Anna-Lena Grönefeld         | Nicole Melichar Květa Peschke                | 6–4, 6–7(5), [10–5]                     |
| 2017 | Raquel Atawo Jeļena Ostapenko            | Abigail Spears Katarina Srebotnik            | 6–4, 6–4                                |
| 2016 | Caroline Garcia Kristina Mladenovic      | Martina Hingis Szánija Mirza                 | 2–6, 6–1, [10–6]                        |
| 2015 | Bethanie Mattek-Sands Lucie Šafářová     | Caroline Garcia Katarina Srebotnik           | 6–4, 6–3                                |
| 2014 | Sara Errani Roberta Vinci                | Cara Black Szánija Mirza                     | 6–2, 6–3                                |
| 2013 | Mona Bartel Sabine Lisicki               | Bethanie Mattek-Sands Szánija Mirza          | 6–4, 7–5                                |
| 2012 | Iveta Benešová Barbora Strýcová          | Julia Görges Anna-Lena Grönefeld             | 6–4, 7–5                                |
| 2011 | Sabine Lisicki Samantha Stosur           | Kristina Barrois Jasmin Wöhr                 | 6–1, 7–6(5)                             |
| 2010 | Gisela Dulko Flavia Pennetta             | Květa Peschke Katarina Srebotnik             | 3–6, 7–6(3), [10–5]                     |
| 2009 | Bethanie Mattek-Sands Nagyja Petrova     | Gisela Dulko Flavia Pennetta                 | 5–7, 6–3, [10–7]                        |
| 2008 | Anna-Lena Grönefeld Patty Schnyder       | Květa Peschke Rennae Stubbs                  | 6–2, 6–4                                |
| 2007 | Květa Peschke Rennae Stubbs              | Csan Jung-zsan Gyinara Szafina               | 6–7(5), 7–6(4), [10–2]                  |
| 2006 | Lisa Raymond Samantha Stosur             | Cara Black Rennae Stubbs                     | 6–3, 6–4                                |
| 2005 | Daniela Hantuchová Anasztaszija Miszkina | Květa Hrdličková Peschke Francesca Schiavone | 6–0, 3–6, 7–5                           |
| 2004 | Cara Black Rennae Stubbs                 | Anna-Lena Grönefeld Julia Schruff            | 6–3, 6–2                                |
| 2003 | Lisa Raymond Rennae Stubbs               | Cara Black Martina Navratilova               | 6–2, 6–4                                |
| 2002 | Lindsay Davenport Lisa Raymond           | Meghann Shaughnessy Paola Suárez             | 6–2, 6–4                                |
| 2001 | Lindsay Davenport Lisa Raymond           | Justine Henin Meghann Shaughnessy            | 6–4, 6–7(4), 7–5                        |
| 2000 | Martina Hingis Anna Kurnyikova           | Arantxa Sánchez Vicario Barbara Schett       | 6–4, 6–2                                |
| 1999 | Chanda Rubin Sandrine Testud             | Larisa Neiland Arantxa Sánchez Vicario       | 6–3, 6–4                                |
| 1998 | Lindsay Davenport Natallja Zverava       | Anna Kurnyikova Arantxa Sánchez Vicario      | 6–4, 6–2                                |
| 1997 | Martina Hingis Arantxa Sánchez Vicario   | Lindsay Davenport Jana Novotná               | 7–6(4), 3–6, 7–6(3)                     |
| 1996 | Nicole Arendt Jana Novotná               | Martina Hingis Helena Suková                 | 6–2, 6–3                                |
| 1995 | Gigi Fernández Natallja Zverava          | Meredith McGrath Larisa Neiland              | 5–7, 6–1, 6–4                           |
| 1994 | Gigi Fernández Natallja Zverava          | Manon Bollegraf Larisa Neiland               | 7–6(5), 6–4                             |
| 1993 | Gigi Fernández Natallja Zverava          | Patty Fendick Martina Navratilova            | 7–6(8–6), 6–4                           |
| 1992 | Arantxa Sánchez Vicario Helena Suková    | Pam Shriver Natallja Zverava                 | 6–4, 7–5                                |
| 1991 | Martina Navratilova Jana Novotná         | Pam Shriver Natallja Zverava                 | 6–2, 5–7, 6–4                           |
| 1990 | Mary Joe Fernández Zina Garrison         | Mercedes Paz Arantxa Sánchez Vicario         | 7–5, 6–3                                |
| 1989 | Gigi Fernández Robin White               | Elna Reinach Raffaella Reggi                 | 6–4, 7–6(2)                             |
| 1988 | Martina Navratilova Iwona Kuczyńska      | Elna Reinach Raffaella Reggi                 | 6–1, 6–4                                |
| 1987 | Martina Navratilova Pam Shriver          | Zina Garrison Lori McNeil                    | 6–1, 6–2                                |
| 1986 | Martina Navratilova Pam Shriver          | Zina Garrison Gabriela Sabatini              | 7–6(5), 6–4                             |
| 1985 | Hana Mandlíková Pam Shriver              | Carina Karlsson Tine Scheuer-Larsen          | 6–2, 6–1                                |
| 1984 | Claudia Kohde Kilsch Helena Suková       | Bettina Bunge Eva Pfaff                      | 6–2, 4–6, 6–3                           |
| 1983 | Martina Navratilova Candy Reynolds       | Virginia Ruzici Catherine Tanvier            | 6–2, 6–1                                |
| 1982 | Martina Navratilova Pam Shriver          | Candy Reynolds Anne Smith                    | 6–2, 6–3                                |
| 1981 | Mima Jaušovec Martina Navratilova        | Barbara Potter Anne Smith                    | 6–4, 6–1                                |
| 1980 | Hana Mandlíková Betty Stöve              | Kathy Jordan Anne Smith                      | 6–4, 7–5                                |
| 1979 | Billie Jean King Martina Navrátilová     | Betty Stöve Wendy Turnbull                   | 6–3, 6–3                                |
| 1978 | Tracy Austin Betty Stöve                 | Mima Jaušovec Virginia Ruzici                | 6–3, 6–3                                |